# Ionuț Caragea
Ionuț Caragea (n. 12 aprilie 1975, Constanța, România) este un scriitor de limbă română și limbă franceză. Este considerat de mai mulți critici și oameni de litere liderul generației de scriitori douămiiști. Totodată, este apreciat ca unul dintre cei mai atipici și originali scriitori de care dispune în prezent România. Academicianul Theodor Codreanu consideră că Ionuț Caragea este unul dintre cei mai înzestrați creatori ai ultimelor generații și cel mai important poet al anaforei din lirica românească de azi. Este cunoscut și în Franța, unde i-au fost publicate și premiate mai multe cărți traduse sau scrise direct în franceză.

## Biografie

### Copilăria, studiile și activitatea sportivă

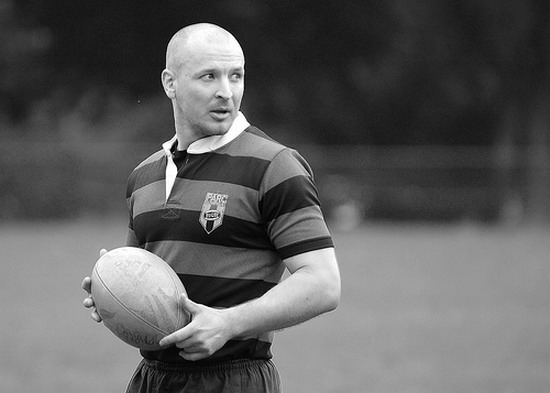
Ionuț Caragea, triplu campion al provinciei Québec cu echipa de rugby Parc Olympique, 7 septembrie 2008, Montréal, Canada

Ionuț Caragea își petrece primii 28 de ani din viață la Constanța. Face studiile primare la Școala Generală nr. 38, apoi termină Liceul Industrial Energetic. Urmează cursurile Facultății de Educație Fizică și Sport din cadrul Universității Ovidius Constanța și obține licența de absolvire în 1998. A practicat jocul de rugby începând de la vârsta de 8 ani, la îndemnul tatălui său, Florin Caragea, fost component al generației de aur a rugbyului românesc. Conform propriilor amintiri, a fost înscris la echipa Clubului Sportiv Școlar nr. 2 din Constanța, fiind antrenat de Peter Ianusevici, fost antrenor federal al naționalelor de rugby ale României și Germaniei. În 1994 devine campion național de juniori cu echipa Farul Constanța, iar în același an, după terminarea junioratului, debutează în liga a doua de seniori, fiind legitimat de echipa Callatis Mangalia. În perioada 1996-2002 activează ca jucător profesionist la CFR Constanța și Farul Constanța, echipe din divizia națională de rugby.

### Emigrarea în Canada și întoarcerea în România
În 2003 a emigrat în Canada, trăind în Montréal până în 2011. Obține cetățenia canadiană în 2008 . În Canada a continuat să joace rugby, fiind triplu campion al provinciei Québec cu echipa Parc Olympique din Montréal. În 2006 a jucat în selecționata provinciei Québec, echipa Caribou, din cadrul Super-ligii canadiene de rugby, fiind singurul român din componență . Pe timpul șederii în Canada a practicat și meseria de instructor sportiv în clubul „Les Géants de Montréal”, aflat în incinta complexului sportiv „Gadbois”. Se întoarce în România în februarie 2012 și se stabilește la Oradea, oraș în care este întâmpinat literar de Ana Blandiana, printr-un text semnat de poetă pe coperta a 4-a a volumului "Cer fără scări" . După stabilirea la Oradea, Ionuț Caragea și Nicoleta Baciu întemeiază o familie, având o fiică, Ana-Maria, născută în anul 2013.. 

## Activitatea literară

### Debut și activitatea literară din Canada
Scrie poezii din adolescență, dar primele postări ale poemelor sale au loc în anul 2002, pe site-ul www.poezie.ro. Adevărata vocație și-a descoperit-o în Canada, după ce a debutat ca poet în revista Observatorul din Toronto, pe 6 aprilie 2006, fiind întâmpinat de poetul George Filip. Apoi a fost descoperit de editorul Dumitru Scorțanu și a publicat primele sale 3 volume la editura Stef din Iași. Pe 6 ianuarie 2006, Ionuț Caragea a fost denumit de poetul Adrian Erbiceanu „poetul născut pe Google”, într-un articol publicat pe portalul Agonia , articol care devine postfața volumului Omul din cutia neagră în 2007. Pe 16 iulie 2008, fondează, împreună cu poetul Adrian Erbiceanu, Asociația Scriitorilor de Limbă Română din Québec și Editura ASLRQ. Promovează limba și literatura română în spațiul canadian, fiind coautorul Antologiei Scriitorilor Români din Provincia Québec, ediția din 2009, și coordonator principal al ediției din 2015. Totodată, își desfășoară activitatea de promotor cultural și pe site-ul oficial al ASLRQ, în cadrul revistei  și cenaclului aceleiași asociații . Pe timpul șederii în Montréal a fost invitat la diverse festivaluri de poezie din provincia Québec, dintre care Festivalul Internațional de Poezie "Palabras En El Mundo", Val-David, 22 mai, 2010, The II International Writers’ and Artists’ Festival Lyrical Wild Berries Harvest, Val-David, 9-10 octombrie, 2010, Festivalul Nuit laurentienne de la poésie, Val-Morin, 2011, Festivalul CHANGEONS D'ÈRE, SORTONS DU NUCLÉAIRE!, Montréal, 2011. În prezent este corespondentul din România al revistei de literatură Rebelle analogique (tiraj 15000 de exemplare), editată de "Le Centre Laurentien d’Interprétation de Poésie".

### Activitatea literară după revenirea în România
Ionuț Caragea își desfășoară activitatea de promotor literar în spațiul bihorean, fiind coordonator al cenaclului „Prietenii poeziei”, filiala din Oradea, cenaclu care a fost lansat pe 12 aprilie 2018, exact în ziua în care scriitorul a împlinit 43 de ani.. Pentru activitatea sa, a fost nominalizat în anii 2018 și 2019 la premiile oferite de Fundația Comunitară Oradea, categoria "Promotor al culturii și artei" și a primit o diplomă de excelență din partea Bibliotecii Gheorghe Șincai . Ionuț Caragea a luat atitudine și împotriva celor care denigrează cultura română și valorile naționale ale poporului român. . Totodată, critică unele cutume din lumea literară românească, referindu-se, în special, la activitatea unor reviste sau a unor scriitori din redacțiile acestora sau din sfera lor de colaborare  În luna ianuarie a anului 2021, Ionuț Caragea face un anunț, preluat de Jurnalul Bihorean, spunând că se retrage din cursa pentru premiile USR ale filialei Cluj, dar și că nu va mai participa vreodată la vreun concurs organizat de Uniunea Scriitorilor din România. Toate aceste decizii sunt explicate într-un interviu acordat Jurnalului Bihorean pe data de 7 februarie 2021.

#### Activitatea literară în Franța
Ionuț Caragea este cunoscut și în Franța, unde i-au fost publicate și premiate mai multe cărți traduse sau scrise direct în franceză. La sfârșitul anului 2018, academicianul Giovanni Dotoli, figură proeminentă a Francofoniei, scrie o cronică elogioasă despre volumul de poeme "Mon amour abyssal", în "Revue européenne de recherches sur la poésie", o revistă de specialitate literară care apare în Paris, Franța. Acesta consideră că Ionuț Caragea este un poet care onorează România și literatura europeană, descriind poezia autorului ca fiind una de profunzime, care pătrunde în inima materiei și merge până la limita posibilului, oferind omului  adevăratul  sens al existenței.   Ionuț Caragea a fost premiat de trei ori de Societatea Poeților Francezi și de alte patru ori de Societatea Poeților și Artiștilor din Franța. Criticul literar francez Jean-Paul Gavard-Perret consideră că Ionuț Caragea restaurează eterul în versuri care au o severitate opalescentă sau, uneori, o duritate precum cea a lui Emil Cioran. Criticul mai precizează că în poezia lui Ionuț Caragea, ființa umană, în aspirația sa spre absolut, este împărțită între două postulări: calea intelectuală și cea senzuală, adică contemplația apolinică și modul de viață dionisiac.. La sfârșitul anului 2018, îi apare în Franța, la editura Stellamaris (Brest), volumul de cugetări "Aphorismes jaillis de l’écume des flots", volum tradus de Constantin Frosin și prefațat de criticul francez Jean-Paul Gavard-Perret . Promovează aforismul românesc în Franța, fiind coordonator principal al antologiei Aphorismes roumains d'aujourd'hui, editura Stellamaris, 2019.

## Genuri și receptarea operei
Ionuț Caragea este autor de poezii, aforisme, proză științifico-fantastică, proză memorialistică și eseuri critice. Creațiile sale literare din volume sau din antologii au fost traduse în șase limbi: engleză, franceză, spaniolă, italiană, arabă și albaneză. Este considerat unul dintre cei mai atipici și originali scriitori de care dispune în prezent România, diferențiindu-se, conform criticului Theodor Codreanu,  atât de vechii textualiști, cât și de naturalismul fiziologic al colegilor de generație . Și criticul Zenovie Cârlugea observă această diferențiere, afirmând că Ionuț Caragea este un poet de substanță care, ferindu-și discursul de porozități, excese și futilități specifice douămiismului, tinde către o lirică a esențelor, nu atât prin oralități și referențialități livrești cât prin intuiții și revelații de profunzime, sondând orizonturi metafizice și fantasmatice abisalități.. Conform criticului literar Maria Ana Tupan, poetul ne amintește adesea de Marin Sorescu, neabandonând nici poza inițiatului orfic sau tentația rostirii aforistice. Criticul literar Alexandru Cistelecan consideră că Ionuț Caragea merge pe drumul pozitiv și exemplar al poeziei, de la suferință la extaz, de la angoasă la iluminare și de la elegie la imn, criticul literar Ovidiu Ghidirmic afirmă că din versurile lui I. Caragea se desprinde o adevărată religie a salvării prin poezie , iar criticul Constantin Cubleșan consideră că Ionuț Caragea e  un artist al cuvântului, educat, cultivat, robind întru totul creației.. Criticul Aureliu Goci consideră că poezia lui Ionuț Caragea, din nefericire mai cunoscută și mai apreciată în străinătate decât la noi, susținută de referințe critice de înaltă credibilitate, reprezintă vârful de creație al generației douămiiste, deși, în fapt, prin pasul făcut, poetul rămâne oarecum izolat de generația sa.

#### Aforisme
În calitate de aforist a câștigat în 2012 premiul de creativitate la concursul internațional "Naji Naaman" din Liban cu aforisme din volumul „Dicționarul suferinței” (traduse în limba franceză de Prof. Univ. Dr. Constantin Frosin), fiind inclus ulterior în „Antologia Premiilor Naji Naaman” cu aforisme în română, franceză și arabă. În 2013 a fost publicat în limba italiană în Antologia aforismului românesc contemporan (Editura Genesi din Torino), lucrare care cuprinde aforisme scrise de 20 autori români contemporani selecționați de specialistul în aforismul european, Fabrizio Caramagna . Acesta caracterizează aforismul lui Caragea ca fiind poetic, cu utilizarea pe scară largă a instrumentului de metaforă . Despre citatele lui Ionuț Caragea s-au mai pronunțat criticul Cezarina Adamescu , scriitorul și traducătorul Constantin Frosin , dar și alți scriitori reprezentativi ai genului aforistic precum Valeriu Butulescu  și Vasile Ghica  . Scriitorul și diplomatul Nicolae Mareș, antologist al aforismului universal, afirmă că Ionuț Caragea este unul dintre numele din aforistica românească contemporană (alături de cel al lui Valeriu Butulescu) care i-au reținut în mod deosebit atenția pentru definițiile inteligente pe care le dă unor trăiri, fapte sau evenimente și îl include în Cartea Înțelepciunii Universale, un dicționar de maxime și aforisme publicat la editura eLiteratura în 2014. Este inclus în "Antologia aforismului românesc contemporan" (Editura Digital Unicorn, Constanța, edițiile din 2016 și 2017). Tot în 2017, publică antologia de poeme în vers clasic și aforisme "Eu la pătrat", cu o prefață de Maria Ana Tupan, aforismele fiind selectate și prezentate de Nicolae Mareș. Despre această antologie se pronunță criticul literar Theodor Codreanu, care consideră că particularitatea gândurilor exprimate de autor este aceea de fidelă raportare la definiția aforismului, în sens blagian. Criticul este de părere că aforismele despre adevăr sunt primul semn al trecerii lui Ionuț Caragea din paradigma postmodernistă (care neagă sau ocultează adevărul) în cea transmodernă, recuperatoare, amintind de atitudinea lui Eminescu față de adevăr. Concluzia reputatului critic este că, pentru Ionuț Caragea, ecuația adevăr-metaforă intră în chiar definiția aforismului și a poeziei, a ființei însăși. Participă la primele două ediții ale Festivalului Internațional al Aforismului pentru românii de pretutindeni desfășurat la Tecuci, reușind să câștige premiul special "Mihai Pauliuc" în 2017  și marele premiu (trofeul "Sapiens Piroboridava") în 2018. Este inclus în ambele antologii ale festivalului. . 

#### Poezie
Printre criticii de întâmpinare care au scris despre cărțile lui Ionuț Caragea, în faza încipientă a carierei sale literare, se pot enumera Marius Chelaru, Angela Furtună, Valeriu Cușner , Constantin Miu, Adrian Botez , Daniel Corbu , Cezarina Adamescu  etc. A fost totodată încurajat de cunoscutul scriitor, dramaturg și regizor de film Corneliu Leu, acesta scriind o cronică literară în 2009, în revista Port@Leu, care devine prefața volumului „Poezii de dragoste”, publicat în 2010 la editura Fides. În ceastă cronică, Corneliu Leu anunța că „ne aflăm în fața unui autor care are ceva de spus și, stăpân pe niște mijloace moderne de exprimare ale unor inedite stări poetice, va mai avea încă de spus impunându-și registrul poetic asupra generației sale."  Despre cărțile ulterioare s-au pronunțat numeroși critici. Într-o cronică referitoare la volumul “Umbră lucidă”, Constantin Dram consideră că Ionuț Caragea se arată a fi un poet redutabil, glosând aidoma celui care vorbește de la tribună sau de la amvon, având conștiința clară a concentrării mesajului poetic, în așa fel încât textul capătă rezonanța sonurilor sacralizate. Ovidiu Ghidirmic consideră, în schimb, că „Mesaj către ultimul om de pe Pământ” este cel valoros și mai reprezentativ volum al autorului, titlu inspirit și plin de profunde și tulburătoare semnificații, amplu poem socio-gonic și apocaliptic, dar nu de o tonalitate sumbră și deprimantă, dimpotrivă, tonifiantă și plină de speranță, pe tema „ultimului om” sau a „omului postistoric”, ce se înscrie pe linia unei formule consacrate de o întreagă literatură și filosofie. Criticul afirmă că din versurile autorului se desprinde o adevărată religie a salvării prin poezie, Ionuț Caragea având, după opinia sa, toate șansele să rămână în istoria literaturii  Despre durerile zbaterii existențiale care pot deveni tămăduitoare scrie și Theodor Codreanu într-o cronică în care analizează volumul în vers clasic "Eu la pătrat". Criticul mai punctează și faptul că Ionuț Caragea ridică narcisismul eului la nivel ontologic pe urmele lui Eminescu, fără să-l citeze, ceea ce atestă consubstanțialitatea eminesciană a scrisului românesc, subliniind, totodată, cheia prin care trebuie receptată diferența dintre eu la nicio putere (narcisiac) și Eu la pătrat (hyperionic).

#### Science fiction
„Uezen”, romanul științifico-fantastic al lui Ionuț Caragea, a fost publicat între anii 2010 și 2011 în România, sub formă de trilogie, la editura Fides din Iași. Romanul a fost tradus ulterior în limba engleză și publicat în 2012 la editura americană Wildside Press, sub pseudonimul Snowdon King.. Criticul literar Mircea Opriță considera în 2015 (Revista Helion Online, articolul "Reflexe pe coama altui val") că romanul "Uezen" este una dintre cărțile prin care se deschide calea către o posibilă schimbare de generații în lumea SF-ului românesc contemporan.  Arhivat în 26 septembrie 2020, la Wayback Machine. Totuși, despre romanul Uezen au existat diverse opinii scrise și de alți critici literari: Maria Ana Tupan și Theodor Codreanu. În august 2015, Ionuț Caragea publică la editura eLiteratura din București, versiunea revizuită și extinsă cu două capitole a seriei Uezen, purtând titlul "Discipolii zeilor de altădată".. Despre romanul „Discipolii zeilor de altădată” se pronunță și criticul Cătălin Badea-Gheracostea în revista Observator cultural . Ionuț Caragea a scris și proză scurtă științifico-fantastică, fiind printre laureați la trei ediții consecutive (2007, 2008, 2009) ale concursului Helion din Timișoara, la prima ediție a Concursului de Proză Umoristică SF, organizat de același club în 2016, și la ediția din 2016 a concursului național "România peste 100 de ani", organizat în cadrul ROMCON-ului de ARCASF. Povestirile sale SF au fost publicate de-a lungul anilor în revista Helion, în "Almanah Science Fiction 2008" (România), în almanahul SCI-FI Freedom (S.U.A.), cât și în antologia care cuprinde autori reprezentativi de proză scurtă din România, intitulată „Alertă de grad zero în proza scurtă românească actuală”, lucrare publicată de editura Herg Benet .

#### Eseuri critice
Ionuț Caragea a publicat în volumul „Esențe lirice. Cronici literare 2007-2011”, editura Fides, 2011, eseuri critice despre cărțile unor autori români contemporani. Totodată, publică recenzii și în numeroase reviste din România și diaspora. Pentru eseurile sale critice primește în 2017 premiul pentru critică literară la prima ediție a festivalului internațional de literatură "eCreator" (Baia Mare), la egalitate cu criticii literari Ion Cristofor și Mioara Bahna. În 2020 câștigă Marele premiu "Titel Constantinescu" la Festivalul internațional de creație literară Titel Constantinescu, ediția a XIII-a, 2020, Râmnicu-Sărat, pentru volumul de cronici literare "Esențe lirice. Vol. II", editura Rafet.

#### Memorialistică și spiritualitate
Ionuț Caragea a publicat romanul memorialistic “Gândul meu. Cum am devenit poet”, la editura Fides din Iași în anul 2011, în cadrul colecției Spiritus. O continuare a acestui roman apare în 2016 la editura eLiteratura din București, având titlul "Ascultă-ți gândul și împlinește-ți visele!". Apariția acestui roman este anunțată de Alexandru Cistelecan în revista Familia, nr. 11-12, noiembrie-decembrie 2015, rubrica „Avant la lettre”, articolul "Divanul lui Caragea" Arhivat în 4 martie 2016, la Wayback Machine.. Un alt critic literar care a analizat romanul lui Caragea este Paul Aretzu. Acesta scrie o cronică în revista Acolada, nr. 3 din 2017, intitulată “Ionuț Caragea sau Optimismul”.  Fragmente din romanul lui Ionuț Caragea au apărut și în presa românească din țară sau din diaspora: Actualitatea literară, Clipa din S.U.A. Arhivat în 29 decembrie 2018, la Wayback Machine., Boema  Arhivat în 1 februarie 2016, la Wayback Machine., Luceafărul de seară , Observatorul din Toronto , LitArt  Arhivat în 12 august 2016, la Wayback Machine..

#### Literatura virtuală și Curentul Generației Google
Ionuț Caragea a realizat în 2009 un interviu intitulat Literatura virtuală și Curentul Generației Google, publicat în volum. În cadrul acestui interviu la care participă cu răspunsuri și opinii critice, alături de autorul cărții, mai mulți poeți și filologi (Marius Chelaru, Angela Furtună, Mircea Gheorghe etc.), Ionuț Caragea propune un nou curent literar intitulat Curentul Generației Google. Un articol despre acest nou trend literar a fost prezentat în cadrul simpozionului cu participare internațională
„Lectura – calea spre tărâmurile artei” ( București, 9 aprilie 2011), fiind publicat și într-o antologie tematică (Lectura - calea spre tărâmurie artei, 2011, editura Gabriel 2005, ISBN 978-606-8177-205), iar peste un an (11 iunie 2012) Ministerul Educației, Cercetării, Tineretului și Sportului selectează un pasaj din volumul  “Ionuț Caragea, Literatura Virtuală și Curentul Generației Google”, pe care îl include ca probă la examenul de Bacalaureat la disciplina Limba și Literatura Română, proba orală, subiectul 67 . Printre publicațiile care au semnalat apariția acestui curent se numără revistele Feed Back, Convorbiri literare (rubrica Peregrinus, Februarie, 2010, autor Marius Chelaru), Vatra (nr. 2, 2012, pag. 42) etc. Printre criticii literari care s-au referit la Curentul Generației Google se numără Theodor Codreanu și Mircea Opriță (Revista Curtea de Argeș, nr. 4/2021, pag. 30) .

## Afilieri
- Membru al Uniunii Scriitorilor din România, filiala din Cluj (din 2018)[70]. A mai fost în filiala Iași (2009-2015) și filiala din Dobrogea (2015-2017)[71]
- Membru al Societății Poeților Francezi (din 2019)
- Membru al Societății Poeților și Artiștilor din Franța (din 2019)
- Cofondator (în 2008) și Vicepreședinte al Asociației Scriitorilor de Limbă Română din Québec (2008-2021)
- Membru al Academiei Româno-Americane de Arte și Științe, filiala din Canada (2013-2016)
- Membru de Onoare al Societății Scriitorilor din Județul Neamț (din 2011)
- Membru onorific al Fundației "Maison Naaman pour la Culture", Beirut, Liban (din 2012)
- Membru al organizației culturale "Diversité artistique Montréal" (2009-prezent)
- Membru al organizației culturale "Poetas del Mundo", Santiago, Chile (din 2009)
- Membru al Elis, rețeaua românilor remarcabili din lume (din 2013)
- Membru de onoare al Asociației Internaționale de Paradoxism (din 2014)

## Volume publicate

### Poezie și aforisme
- Delirium Tremens (poeme) – Ed. Stef, col. Stef Debut, Iași, 2006
- M-am născut pe Google (poeme) – Ed. Stef, col. Stef Universal, Iași, 2007
- Donator universal (poeme) – Ed. Stef, col. Stef Universal, Iași, 2007
- Omul din cutia neagră (poeme) – Ed. Fides, col. Eidos, Iași, 2007
- 33 bis (poeme) – Ed. Fides, col. Eidos, Iași, 2008
- Analfabetism literar (pamflet în versuri) – Ed. Fides, col. Eidos, Iași, 2008
- Negru Sacerdot (poeme) – Ed. Fides, col. Eidos, Iași, 2008
- Dicționarul suferinței (aforisme) – Ed. Fides, col. Eidos, Iași, 2008
- Absența a ceea ce sîntem (poeme) – Ed. Fides, col. Eidos, Iași, 2009
- Guru amnezic (poeme) – Ed. Fides, col. Eidos, Iași, 2009
- Poezii de dragoste (antologie) – Ed. Fides, col. Eidos, Iași, 2010
- Dicționarul suferinței, vol. II (aforisme) – Ed. Fides, col. Eidos, Iași, 2010
- Suflet zilier  (poeme) – Ed. Fides, col. Eidos, Iași, 2011
- Întreita suferință (aforisme) – Ed. Fides, col. Eidos, Iași, 2011
- Patria la care mă întorc (poeme) – Ed. Fides, col. Eidos, Iași, 2012
- Antologie de Poeme 2006-2012 – Ed.Fides, col. EIdos, Iași, 2013
- Delir cu tremurături de gînduri (Citate și aforisme 2006-2013) – Ed. Fides, col. Eidos, Iași, 2013
- Festina lente (poeme în română și spaniolă) – Ed. eLiteratura, București, 2014
- Cer fără scări/Ciel sans escalier (poeme în română și franceză) – Ed. eLiteratura, București, 2014
- În așteptarea păsării (antologie de poeme, citate și aforisme 2006-2015) – Ed. eLiteratura, București, 2015
- Umbră lucidă (poeme) – Ed. Fides, col. Eidos, Iași, 2016
- Mesaj către ultimul om de pe Pământ (poeme) – Ed. Fides, col. Eidos, Iași, 2017
- Eu la pătrat (poeme în vers clasic și aforisme) – Ed. Fides, col. Eidos, Iași, 2017
- Din spuma valurilor (antologie de citate și aforisme) – Ed. Fides, col. Eidos, Iași, 2017
- Cenușa din abis (poeme) – Ed. Fides, col. Eidos, Iași, 2018
- Despletirea viselor (poeme și aforisme) – Ed. Princeps Multimedia, Iași, 2018
- Roua infinitului (antologie de aforisme) – Ed. Digital Unicorn, Constanța, 2019
- Iubirea mea abisală (poeme) – Ed. Fides, col. Eidos, Iași, 2019
- Flori din părul veșniciei (aforisme) – Ed. Fides, col. Eidos, Iași, 2019
- Eu la pătrat. Ediția a doua adăugită (poeme în vers clasic) – Ed. Fides, col. Eidos, Iași, 2020
- Locuiesc în casa cu ferestre închise (poeme) – Ed. Fides, col. Eidos, Iași, 2020
- O scânteie pe coridorul umbrelor (poeme) – Ed. Ecou Transilvan, Cluj-Napoca, 2020
- Gânduri pentru caricatura umbrei (aforisme) – Ed. Ecou Transilvan, Cluj-Napoca, 2020
- Infectat cu iubire (poeme și aforisme) – Ed. Fides, col. Eidos, Iași, 2020
- Cod roșu de furtună în suflet (poeme) – Ed. Fides, col. Eidos, Iași, 2021
- M-am născut pe Google (poeme, citate, aforisme 2006-2021) – Ed. Fides, col. Eidos, Iași, 2021
- Ceasornicarul fără mâini (poeme, citate, aforisme) – Ed. ASLRQ, Montréal, 2022
- Căutătorul de amintiri (poeme, citate, aforisme) – Ed. Fides, col. Eidos, Iași, 2022

### Science-fiction
- Uezen și alte povestiri – Ed. Fides, col. Phantasia, Iași, 2010
- Conștiința lui Uezen – Ed. Fides, col. Phantasia, Iași, 2010
- Uezen. Echilibrul lumilor – Ed. Fides, col. Phantasia, Iași, 2011
- Discipolii zeilor de altădată – Ed. eLiteratura, București, 2015

### Eseuri
- Literatura virtuală și curentul Generației Google – Ed. Fides, col. Litteratus, Iași, 2009
- Esențe lirice. Cronici literare 2007-2011 – Ed. Fides, col. Litteratus, Iași, 2011
- Esențe lirice. Cronici literare 2011-2020 – Ed. Rafet, Râmnicu-Sărat, 2020

### Spiritualitate
- Gîndul meu. Cum am devenit Poet – Ed. Fides, col. Spiritus, Iași, 2011
- Ascultă-ți gândul și împlinește-ți visele! – Ed. eLiteratura, București, 2016

### Cărțile autorului traduse în alte limbi
- La suprême émotion (poezii în limba franceză) – Ed. ASLRQ, Montréal, Canada, 2009
- Déconnecté (poezii în limba franceză) – Ed. Elmis, Iași, România, 2009
- Uezen (roman S.F. în limba engleză) – Ed. Wildside Press, Rockville, Maryland, U.S.A., 2012
- Festina lente (poezii în limba spaniolă) – Ed. eLiteratura, București, România, 2014
- Ciel sans escalier (poezii în limba franceză) – Ed. eLiteratura, București, România, 2014
- Mon amour abyssal (poezii în limba franceză) – Ed. Stellamaris, Brest, Franța, 2018
- Aphorismes jaillis de l’écume des flots (aforisme în limba franceză) – Ed. Stellamaris, Brest, Franța, 2018
- Une étincelle dans le couloir des ombres (poezii în limba franceză) – Ed. Stellamaris, Brest, Franța, 2019
- Je suis né sur Google (poezii în limba franceză) – Ed. Stellamaris, Brest, Franța, 2019
- Homo interneicus (povestiri în limba franceză) – Ed. Stellamaris, Brest, Franța, 2020
- Je me rends au ciel (antologie de poezii în limba franceză 2006-2023) – Ed. ASLRQ, Montréal, Canada, 2023

### Cărți scrise de autor în franceză
- J’habite la maison aux fenêtres fermées (poezii în limba franceză) – Ed. Stellamaris, Brest, Franța, 2019
- Infecté par l'amour (poezii în limba franceză) – Ed. Stellamaris, Brest, Franța, 2020
- L'osmose des blessures (poezii în limba franceză) – Ed. Stellamaris, Brest, Franța, 2023

## Premii literare (selecție)
- Mențiune de onoare pentru poemul "L'écho des ailes inlassables" la Grand Prix-ul Internațional de Poezie organizat de Societatea Poeților și Artiștilor din Franța, anul 2022
- Mențiune de Onoare la concursul L. Ron Hubbard Writers of the Future, trimestrul 4, anul 2021, Hollywood, S.U.A., pentru povestirea "Return to Virtuality", publicată sub pseudonimul Snowdon King.
- Premiul I pentru volumul "Infectat cu iubire", la concursul internațional de literatură CORONA, ediția a VI-a, 2021, organizat de Traduzioni Talabà, Italia.
- Premiul II pentru poemul "Odă poetului fără mască", la concursul internațional de literatură CORONA, ediția a V-a, 2020, organizat de Traduzioni Talabà, Italia.
- Premiul al doilea la marele concurs „Jenny Alpha et Noël-Henri Villard”, organizat de Societatea Poeților și Artiștilor din Franța, anul 2021
- Premiul „Genius” la concursul internațional „Naji Naaman” din Liban, anul 2021 (premiu acordat doar de patru ori în perioada 2002-2021)
- Diplomă de onoare pentru volumul de poeme "Infecté par l'amour", oferită la Paris de Societatea Poeților Francezi, anul 2020[72]
- Premiul al doilea la marele concurs „Henri Meillant”, organizat de Societatea Poeților și Artiștilor din Franța, anul 2020
- Premiul al treilea la marele concurs „Jenny Alpha et Noël-Henri Villard”, organizat de Societatea Poeților și Artiștilor din Franța, anul 2020
- Marele premiu la Festivalul internațional de creație literară Titel Constantinescu, anul 2020, pentru volumul de cronici literare "Esențe lirice. Vol. II".
- Premiul pentru poezie "Mompezat", oferit la Paris de Societatea Poeților Francezi, anul 2019[40]
- Premiul pentru poezie "François-Victor Hugo", oferit la Paris de Societatea Poeților Francezi, anul 2018[39]
- Marele premiu și trofeul "Sapiens Piroboridava" (Ex-Aequo) la a doua ediție a Festivalului Internațional al Aforismului pentru românii de pretutindeni (Tecuci, 4-5 octombrie 2018)
- Premiul pentru critică literară la prima ediție a festivalului internațional de literatură "eCreator" (Baia Mare, 2017)
- Premiul al II-lea (premiul I nu s-a acordat) la ediția din 2016 a concursului național de proză SF "România peste 100 de ani" organizat în cadrul ROMCON-ului de  Asociația Română a Cluburilor și Autorilor de Science-Fiction (ARCASF). Președintele juriului: Cristian Tudor Popescu.
- Patru premii la concursurile naționale de proză scurtă SF organizate de Clubul și Revista Helion din Timișoara

## Aprecieri critice (selecție și enumerare referințe)
- Prof. univ. dr. Maria Ana Tupan în revista Convorbiri literare, nr. 7, iulie 2022, rubrica „Ex Libris”, pag. 99 [73]
- Prof. univ. dr. Maria Ana Tupan în revista Contemporanul, nr. 4, aprilie 2022, rubrica „(Con)texte” [74]
- Prof. dr. Theodor Codreanu în revista Luceafărul de seară, nr. din 13 dec. 2020, Cod roșu pandemic[75]
- Acad. prof. univ. dr. Ioan-Aurel Pop în revista Feed Back, nr. 11-12 din 2020, Promo libris[76] și în revista Luceafărul de seară, 14 oct. 2020
- Aurel Ion Brumaru în revista Vatra veche, nr. 11 din 2020, Rostirile ființei[77]
- Prof. univ. dr. Alexandru Cistelecan în revista Familia, nr. 11-12, noiembrie-decembrie 2015, rubrica „Avant la lettre”, articolul "Divanul lui Caragea" [78]
- Prof. univ. dr. Maria Ana Tupan în revista Contemporanul, nr. 7, iulie 2014, rubrica „(Con)texte” [79]
- Prof. univ. dr. Maria Ana Tupan în revista Contemporanul, nr. 3, martie 2015, rubrica „(Con)texte” [80]
- Prof. univ. dr. Maria Ana Tupan în revista Feed Back, nr. 7-8, 2016, rubrica „Cronică literară” [81]
- Prof. dr. Theodor Codreanu în revista Feed Back, nr. 1-2, 2015, pag. 18[46]
- Prof. dr. Theodor Codreanu în revista Feed Back nr. 7-8, 2017, pag. 13[66]
- Marius Chelaru în revista Convorbiri literare, martie 2008, rubrica „Peregrinus”
- Marius Chelaru în revista Convorbiri literare, aprilie 2013, rubrica „Peregrinus”
- Marius Chelaru în revista Convorbiri literare, noiembrie 2018, rubrica „Peregrinus”[82]
- Prof. univ. dr. Ștefan Borbély în revista Convorbiri literare, noiembrie 2014, rubrica „Literatura Azi”[83]
- Prof. univ. dr. Adrian Dinu Rachieru în revista Convorbiri literare, martie 2015[84]
- Prof. dr. Ionel Bota în revista Mișcarea literară, nr.1, 2015, pag. 113/114[85]
- Prof. dr. Mircea Opriță în revista Helion, mai-iunie 2014, articolul "Utopie și alegorie" și în revista Curtea de la Argeș, nr. 4, 2021, pag. 30[86]
- Daniel Corbu în revista Mișcarea literară, nr. 3, iulie-august-septembrie 2015, pag. 33-34, ISSN 1583-1957[3]
- Daniel Corbu despre Ionuț Caragea în revista Solitudinea, 31 iulie 2020[87]
- Daniel Corbu despre volumul Despletirea viselor în Ziarul de Iași, 27 septembrie 2018
- Petre Rău în revista Dunărea de Jos din Galați, noiembrie 2012, nr. 129, pag. 38[88]
- Prof dr. Ioan F. Pop în revista Steaua, nr. 7-8, pag. 107, 2015, articolul "Scări de cuvinte"[89]
- Prof. dr. Cătălin Badea-Gheracostea în revista Observator cultural, nr. din 29-07-2016, rubrica SFada cu literatura. Lecturi ușoare, de vacanță (II)[90]
- Paul Aretzu în revista Acolada, nr. 3 din 2017, pag. 5, articolul Ionuț Caragea sau Optimismul[91]
- Prof. univ. dr. Ovidiu Ghidirmic în revista Scrisul românesc, nr. 7 din 2017, pag. 7, articolul Orfismul Generației Google[92]
- Prof. univ. dr. Constantin Dram în revista Feed Back, nr. 5-6 din 2017, pag. 17, articolul O poetică a umbrei[93]
- Liviu Apetroaie în revista Scriptor, nr. 7-8 din 2017, pag. 93, rubrica Cărțile pe masă, articol despre volumul Mesaj către ultimul om de pe Pământ[94]
- Constantin Stancu în revista Familia, nr. 7-8 din 2017, pag. 261, "Carnete critice - Ritual sub aripa umbrei", articol despre volumul Umbră lucidă[95]
- Prof univ. dr. Nicolae Mareș în revista eCreator, nr. din 7 aprilie 2017, "Un mesaj dantesc în lirica lui Caragea ", articol despre volumul Mesaj către ultimul om de pe Pământ[96]
- Conf. univ. dr. Emanuela Ilie în revista Poezia, nr. din 23 sept. 2015, articol despre volumul Festina lente[97]
- Conf. univ. dr. Emanuela Ilie în revista Convorbiri literare, nr. din dec. 2018, articol despre volumul Despletirea viselor[98]
- Emilian Marcu în revista Convorbiri literare, nr. din dec. 2018, articol despre volumul Despletirea viselor[99]
- Prof. univ. dr. Constantin Cubleșan în revista Boema, nr. din sept. 2018, pag. 23 [52]
- Prof. univ. dr. Zenovie Cârlugea în revista Portal-Măiastra, nr. 3 din 2019, pag. 46 [100]
- Adrian Popescu în revista Feed-Back, nr. 9-10 din 2019, pag. 13-14 [101]
- Aureliu Goci în revista Reflex, nr. 7-12 din 2019, pag. 76 [102]
- Mioara Bahna în revista Plumb, nr. 11 din 2019, pag. 7 [103]
- Lect. univ. dr. Constanța Niță în cotidianul Crișana, nr. din 17 februarie 2020 [104]

## Cărți de studiu critic despre opera autorului
- Cezarina Adamescu - Pasărea măiastră a cuvântului poetic, editura Fides, 2016, ISBN 978-606-691-024-8
- Remus Foltoș – Oficiantul spontaneității, editura eLiteratura, 2017, ISBN 978-606-716-627-9
- Prof. univ. dr. Maria Ana Tupan - Șapte eseuri despre un mesager al ordinii transcendente, editura Fides, 2022, ISBN 978-606-691-068-2
- Elena Papadopol – Memoria autografelor, editura Fides, 2023, ISBN 978-606-691-072-9

## Aprecieri critice internaționale
- Acad. prof. univ. dr. Giovanni Dotoli despre volumul de poeme " Mon amour abyssal " în revista "Revue européenne de recherches sur la poésie", Paris, Franța, nr. 4 din 2018, pag. 250-251 [105]
- Acad. prof. univ. dr. Giovanni Dotoli despre volumul de poeme " Infecté par l'amour " în revista "Noria", Editura L’Harmattan Paris, Franța, nr. 4 din 2022. Articol accesat în revista Luceafărul și pe site-ul editurii Stellamaris
- Acad. prof. univ. dr. Giovanni Dotoli despre volumul de aforisme " Aphorismes jaillis de l’écume des flots " în revista "Noria", Editura L’Harmattan Paris, Franța, nr. 3 din 2021. Articol accesat în revista Armonii culturale și pe site-ul editurii Stellamaris
- Prof univ. dr. Jean-Paul Gavard-Perret despre volumul de aforisme "Aphorismes jaillis de l’écume des flots" în revista Le Litteraire din Franța, nr. din 19 decembrie 2018, articolul "La résurrection des Lazare"[106]
- Prof univ. dr. Jean-Paul Gavard-Perret despre volumul de poeme "Ciel sans escalier" în revista Le Litteraire din Franța, nr. din 6 septembrie 2015, articolul "Nadir latent"[107]
- Prof univ. dr. Jean-Paul Gavard-Perret despre volumul de poeme "Mon amour abyssal" în revista Le Litteraire din Franța, nr. din 13 iulie 2018, articolul "Mon amour abyssal"[108]
- Prof univ. dr. Jean-Paul Gavard-Perret despre volumul de poeme "La suprême émotion " în revista "Incertain Regard din Franța, nr. din 25 septembrie 2010, articolul "PASSAGE DES SEUILS"[109]
- Prof univ. dr. Jean-Paul Gavard-Perret despre volumul de poeme "J’habite la maison aux fenêtres fermées" în revista Le Litteraire din Franța, nr. din 23 septembrie 2019, articolul "Lire en accordéon"[110]
- Prof univ. dr. Jean-Paul Gavard-Perret despre volumul de poeme "Une étincelle dans le couloir des ombres" în revista Le Litteraire din Franța, nr. din 14 martie 2019, articolul "L’ombre et la lumière"[111]
- Véronique Flabat-Piot despre volumul de poeme "J'habite la maison aux fenêtres fermées" în "l'Anthologie de Poésie 2020", Éditions les Poètes Français, Paris, 2020, accesat pe ed. Stellamaris[112]
- Prof univ. dr. Jean-Paul Gavard-Perret despre volumul de poeme "L'osmose des blessures" în revista Le Litteraire din Franța, nr. din 30 ianuarie 2023, articolul "Capital de la douleur"[113]
- Prof univ. dr. Jean-Paul Gavard-Perret despre antologia de poeme "Je me rends au ciel" în revista Le Litteraire din Franța, nr. din 2 mai 2023, articolul "Ionut Caragea l’essentialiste"[114], traducerea parțială a cronicii în ziarul Crișana

## Aprecieri critice despre Ionuț Caragea (fragmente)

### Alexandru Cistelecan
| “ | În maniera romantică a revărsării de suflet scrie, cu multă candoare confesivă, și Ionuț Caragea, făcînd doar un pas de la trăire la scriere. În acest concept, decepțiile sau înflăcărările se varsă direct în versuri iar filtrul dintre trăit și scris e tot mai subțire. Asta și atunci cînd materia inspirativă o constituie suferințele, frustrările și angoasele, și atunci cînd poetica se ”pozitivizează” și vede/simte miracole peste tot. (...) Firește, e un scris de poezie care sublimează trăiri, translează stări, sub o vrajă nepricepută. Dar pe acest drum al limpezirii poetice survin și iluminări mai determinante, în care poetul se angajează și programatic, nu doar se lasă contaminat. (...) De aici și pînă la dedicarea absolută pentru dragoste nu mai e decît un pas, pe care poetul îl și face. (...) Așadar, de la suferință la extaz, de la angoasă la iluminare și de la elegie la imn ar fi drumul pozitiv și exemplar al poeziei. În orice caz, Ionuț Caragea pe el merge. | ” |

2015 - Alexandru Cistelecan

### Theodor Codreanu
| “ | Lucid și matur artistic, Ionuț Caragea nu face eroarea de a scrie o poezie ocazională, ci conjunctura istorică îi prilejuiește redimensionarea ființială și artistică din cărțile anterioare, încât noul cod roșu devine o metaforă-simbol penetrantă, echivalent augmentativ la ceea ce numise, într-o carte anterioară, Eu la pătrat, adunând în sine o veritabilă furtună existențială de poet veritabil… Ceea ce mi se pare remarcabil în noul volum al lui Ionuț Caragea este reabilitarea retoricii, una atent supravegheată, fără a-i știrbi eficiența, metafora intrând în plasma figurilor sintactice, în care primează, acum, anafora. Amplul poem care dă titlul volumului este axa întregii cărți. Forța repetitivă a anaforei se sprijină pe o înlănțuire de interogații retorice.… Părintele Dumitru Stăniloae a argumentat, teologic, că lumea nu are consistență ontologică, ci numai dialogică. Anafora interogativă, modulară (poate chiar în sens brâncușian), a lui Ionuț Caragea este, prin excelență, una dialogică. Cred că autorul nostru a devenit, acum, cel mai important poet al anaforei din lirica românească de azi. Cititorul va constata că figura este prezentă în cele mai multe dintre piesele volumului. Și în acest mod, Ionuț Caragea confirmă aprecierea lui Daniel Corbu că ne aflăm în fața unui lider de generație. | ” |

2021 - Theodor Codreanu
| “ | Stilul său este remarcabil prin economia mijloacelor de expresie, reușind să fie expresiv prin sprinteneala cuvântului, prin dramatism dialogic, punând, în același timp, la lucru un idiom science-fiction care nu abuzează de ermetism scientist. Dar cel mai important semn al apropierii de ethosul transmodern ține de viziune asupra lumii. Scriitorul nu ezită chiar să-și exprime intenția optimistă asupra umanității. (...) Partea originală a imaginarului lui Ionuț Caragea este viziunea unui univers postapocaliptic, transmundan, transportat integral în virtualitate, ca supremă inconsistență ontologică. O utopie negativă care nu pierde totuși un ultim contact cu matricea. | ” |

2015 - Theodor Codreanu

### Constantin Cubleșan
| “ | Ionuț Caragea are un discurs poetic elevat, logic și cu totul datorat transpunerii în versuri a gândirii sale, a sentimentelor și nu mai puțin a emoțiilor care i au stimulat și îi stimulează inspirația. E o poezie a meditației, dacă vreți, didactice privind rosturile cuvântului și ale poeziei. (…) Sunt versuri epigramatice, multe dintre poeziile sale conțin cugetări și maxime, totul ca într o amplă decantare de înțelesuri existențiale. Uneori e cerebral, ceea ce nu diminuează programului său de cunoaștere și autocunoaștere. Pentru că Ionuț Caragea e un artist al cuvântului, educat, cultivat, robind întru totul creației… | ” |

2018 - Constantin Cubleșan

### Ioan-Aurel Pop
| “ | În locul lamentărilor despre pandemie, despre restricții și despre izolare, Ionuț Caragea trimite un mesaj prin care încearcă să-și înalțe cititorii spre Câmpiile Elizee, acolo unde domnește spiritul absolut și unde nu există „nici durere, nici întristare, nici suspin”. Poeziile acestea – care sunt și aforisme, și proză, și teatru, și eseu, adică un dialog total cu universul – ne dezvăluie un autor profund atașat de oameni, netemător de singurătate, care știe cum să „reaprindem singuri lumânarea”, cum să ne ridicăm din suferință în credință și cum să-l redescoperim și să-l preaslăvim pe Dumnezeu. Este reconfortant să vedem aceste mostre de înțelepciune, rostite armonios și sfios, ca o lacrimă ce se prelinge cătinel nu ca să stingă, ci ca să reaprindă valorile și virtuțile, aureolate de făclia speranței. Este bine să citim aceste versuri cu sufletul, ca să putem – cum ar vrea autorul – să pătrundem „frumusețea mânăstirilor din adâncuri”. Urmând îndemnul acesta nu vom deveni, probabil, peste noapte mai înțelepți, dar am putea fi mai buni. | ” |

2020 - Ioan-Aurel Pop